# One Piece (sæson 1)
Den første sæson af One Piece-animeserien blev produceret af Toei Animation, og blev instrueret af Kounosuke Uda. Sæsonen adapterer de første tolv bind af Eiichiro Odas mangaserie og blev sendt på Fuji Television i perioden den 20. oktober 1999 til den 7. marts 2001 og består af 61 afsnit. Den første sæson omhandler piratkaptajn Monkey D. Luffy bedrifter som at han er i færd med at samle sig en besætning og drager mod Grand Line i søgen på skatten "One Piece".
I Danmark fik One Piece premiere på DRTV dubbet på dansk den 11. oktober 2024, hvor de første 30 afsnit blev frigivet samtidigt. Dette blev dagen forinden annonceret af Troldspejlet på deres officielle Facebook-side, og i kommentar-sektionen uddybede de, at Danmarks Radio havde købt rettighederne til alle 61 afsnit af sæson 1, hvoraf de resterende 31 afsnit havde en forventet udgivelse i november 2024. Arlong Park-arket, som består af 15 afsnit, blev streamet den 8. november, og de næste to partier på 8 afsnit hver blev udgivet henholdsvist den 8. og den 20. december.

## Afsnit
| Nr. i serie | Nr. i sæson  | Dansk titel Japansk titel | Japansk visning    | Dansk visning     |
| Romance Dawn | Romance Dawn | Romance Dawn | Romance Dawn       | Romance Dawn      |
| --- | ------------ | --- | ------------------ | ----------------- |
| 1 | 1            | "Jeg er Luffy! Og jeg skal være piraternes konge!" "Ore wa Rufi! Kaizoku Ō ni Naru Otoko Da!" (俺はルフィ!海賊王になる男だ!)                                                   | 20. oktober 1999   | 11. oktober 2024  |
| Ude på havet angriber Alvida og hendes piratbesætning et krydstogtskib. Koby, som er Alvidas slave, opdager en tynde. En af Alvidas pirater forsøger at åbne tynden, men en ung mand springer ud og slår ham ved et uheld. De resterende pirater går til angreb, men han stopper dem og introducerer sig selv som Monkey D. Luffy. Luffy hiver Koby til opbevaringskælderen, hvor han spiser mad og snakker med Koby, som afslører sin drøm om at blive marinesoldat. Alvida konfronterer Luffy, men han undslipper og slår hendes besætning ned med sine Djævlefrugt-kræfter. Luffy fortæller, at han har spist Gum-gum-frugten og derfor har samme egenskaber som gummi. Koby, inspireret af Luffy, står op for sig selv, da Alvida konfronterer dem. Luffy bruger sit gum-gum-pistol-angreb på Alvida. Luffy og Koby sætter sejl væk i en "lånt" både fra Alvidas skib. Luffy spørger ind til den piratjæger, som Koby nævnte tidligere. Koby svarer, at han er blevet fanget af Marinen, hvorefter Luffy annoncerer, at han har tænkt sig at bede ham om at slutte sig til hans besætning. |              | |                    |                   |
| 2 | 2            | "Mød den store sværdkæmper: Roronoa Zoro!" "Daikengō Arawaru! Kaizokugari Roronoa Zoro" (大剣豪現る!海賊狩りロロノア·ゾロ)                                                     | 17. november 1999  | 11. oktober 2024  |
| Luffy og Koby ankommer til en by med en stor Marinebase, hvor Luffy opdager at den store sværdkæmper Roronoa Zoro, også kendt som "Piratjægeren", er bundet fast til en pæl. Den lille piage Rika tilbyder Zoro nogle risboller, som hun selv har lavet Helmeppo, søn af Marinekaptajn Morgan, opdager det og får Rika smidt ud. Luffy beder Zoro om at slutter sig til hans besætning, men Zoro nægter, og Luffy giver ham risbollerne. Luffy og Koby møder Rika i byen, og det glæder hende at høre, at Zoro kunne lide hendes risboller. Hun fortæller dem, hvordan Helmeppo tog sin vilde hund med ind på deres restaurant, og at Zoro slog den ud for at beskytte dem, der var derinde. Han laver en aftale med Helmeppo: hvis han kan overleve bundet fast til en pæl uden med og drikke i tredive dage, så sparer Helmeppo den lille pige og hendes mor. Helmeppo nævner dog, at han har tænkt sig at henrette Zoro den følgende dag, på trods af sit løfte. Luffy slår ham, og Helmeppo stikker af for at sladre til sin far. Mens at Luffy invaderer flådebasen for at finde Zoros sværd, forsøger Koby at binde Zoro op, og fortæller ham om situationen. Morgan beordrer, at de begge skal henrettes. Soldaterne åbner ild, men inden kuglerne rammer, hopper Luffy ind foran og bruger sin gummi krop til at blokere for kuglerne. |              | |                    |                   |
| 3 | 3            | "Morgan mod Luffy: Hvem er den mystiske pige?" "Mōgan tai Rufi! Nazo no Bishōjo wa Dare?" (モーガンVSルフィ!謎の美少女は誰?)                                                   | 24. november 1999  | 11. oktober 2024  |
| Luffy overdrafer de tre sværd til Zoro, hvortil Zoro slutter sig til hans besætning. Luffy og Morgan kæmper mod hinanden. Alle Morgans angreb misser, og Luffy slår Morgan i jorden. Samtidigt tager Helmeppo Koby som gidsel. Men Koby erklærer, at han ikke vil stå i vejen for Luffys drøm, selv hvis det betyder hans død. Luffy slår Helmeppo, mens Zoro besejrer Morgan, lige som han skal til at slå Luffy ihjel. Som Morgan falder sammen, smider marinesoldaterne deres våben i luften i fejring af, at deres kaptajn blev besejret. Senere befinder Luffy, Zoro og Koby sig i byens restaurant med Rika og hendes mor. Marinen kommer forbi restauranten, og da Luffy og Zoro er pirater, må de forlade øen omgående. Luffy og Zoro skal til at gå, da marinesoldaternes anfører spørger, om Koby er med dem. Luffy begynder at forklarer hvordan han har været slave på Alvidas skib, for at gøre Koby vred nok over hans villighed til at ødelægge hans chance for at komme med i Marinen, så han slå ham. Luffy slår igen af flere omgange, indtil Marinen accepterer, at de ikke er sammen, og beordrer Luffy og Zoro til at forsvinde. Som de gør det, bedre Koby anføreren om at lade ham slutte sig til dem, og han accepterer. Udenfor er Luffy og Zoro ved at bestige deres båd og sejle bord, som Koby kommer for at takke dem. Efterfølgende dukker Marinen op og gør hornør for dem, for at have reddet byen. Koby lover, at han nok skal møde Luffy igen som marinesoldat. |              | |                    |                   |
| 4 | 4            | "Luffys fortid! Mød Shanks Den Røde!" "Rufi no Kako! Akagami no Shankusu Tōjō" (ルフィの過去!赤髪のシャンクス登場)                                                             | 8. december 1999   | 11. oktober 2024  |
| I et flashback ser man en syv år gammel Luffy side i en bar fyldt med Shanks den Rødes pirater. Luffy vil gerne slutter sig til dem, men det siger Shanks, at der ikke kan være tale om. Nogle bjergbanditter kommer ind for at købe sprut, men da Shanks og hans besætning her købt det hele, er der ikke mere tilbage. Shanks tilbyder dem den sidste uåbnede flaske, men lederen, Higuma, hælder blot sprutten ud over ham og går. Luffy bliver vred over, at Shanks bare griner af det i stedet for at slå igen, så han spiser en frugt, der lå på bordet, i vrede. Shanks prøver at få ham til at spytte den ud, men som han ryster i ham, bliver Luffy lang og rammer jorden. Luffy har lige spist gum-gum-frugten, én af de mange Djævlefrugter, som giver den der spiser den en overmenneskelig evne, men tager deres evne til nogensinde at kunne svømme fra dem. Luffy stormer ud, hvor han konfronterer Higuma, som har tænkt sig at dræbe ham, indtil Shanks dukker op for at redde Luffy. Higuma kaster en røgbombe og stikker af med Luffy, for derefter at sejle ud på havet i en jolle. De bliver angrebet af en Havkonge, et kæmpemæssigt søuhyre, som æder bjergbanditten. Den kommer efterfølgende efter Luffy, men bliver skræmt vak ved blot et blik fra Shanks, som han kommer Luffy til undsætning. Senere skal Shanks og hans besætning sejle videre, og Luffy siger, at han selv har tænkt sig at blive piratkaptajn. Shanks låner ham sin hat inden de tager afsted, fortæller ham at det er hans største skat, og at han må give den tilbage, når han en dag er blevet en stor pirat. Tilbage i nutiden er Luffy og Zoro midt ude på havet. Luffy ser en fugl på himlen, som han beslutter sig for at spise. Han skyder sig selv op efter den, men fuglen er kæmpestor og den fanger Luffy i sit net, hvorefter den flyver afsted med ham. |              | |                    |                   |
| Orange Town |              | |                    |                   |
| 5 | 5            | "En frygtindgydende mystisk kraft! Kaptajn Buggy, klovnepiraten!" "Kyōfu Nazo no Chikara! Kaizoku Dōke Bagī-senchō!" (恐怖!謎の力·海賊道化バギー船長!)                         | 15. december 1999  | 11. oktober 2024  |
| 6 | 6            | "Desperat situation! Bæst-tæmmeren Mohji mod Luffy!" "Zettai Zetsumei! Mōjūtsukai Mōji VS Rufi!" (絶体絶命!猛獣使いモージvsルフィ!)                                            | 29. december 1999  | 11. oktober 2024  |
| 7 | 7            | "Et episk opgør! Sværdkæmperen Zoro mod akrobaten Cabaji" "Sōzetsu Kettō! Kengō Zoro VS Kyokugei no Kabaji!" (壮絶決闘!剣豪ゾロvs曲芸のカバジ!)                                | 29. december 1999  | 11. oktober 2024  |
| 8 | 8            | "Hvem sejrer? Opgøret om djævlefrugtens kræfter!" "Shōsha wa Dotchi? Akuma no Mi no Nōryoku Taiketsu!" (勝者はどっち?悪魔の実の能力対決!)                                      | 29. december 1999  | 11. oktober 2024  |
| Syrup Village |              | |                    |                   |
| 9 | 9            | "Den hæderlige løgner? Kaptajn Usopp!" "Seigi no Usotsuki? Kyaputen Usoppu" (正義のうそつき?キャプテンウソップ)                                                                | 12. januar 2000    | 11. oktober 2024  |
| 10 | 10           | "Verdens mærkeligste mand! Hypnotisøren Jango!" "Shijō Saikyō no Hen na Yatsu! Saiminjutsushi Jango" (史上最強の変な奴!催眠術師ジャンゴ)                                       | 19. januar 2000    | 11. oktober 2024  |
| 11 | 11           | "Plottet afsløres! Piratbutleren Kaptajn Kuro!" "Inbō o Abake! Kaizoku Shitsuji Kyaputen Kuro" (陰謀を暴け!海賊執事キャプテンクロ)                                             | 26. januar 2000    | 11. oktober 2024  |
| 12 | 12           | "Karambolage med Sortekat-piraterne! Det store slag på skrænten!" "Gekitotsu! Kuroneko Kaizoku-dan Sakamichi no Daikōbō!" (激突!クロネコ海賊団坂道の大攻防!)                   | 2. februar 2000    | 11. oktober 2024  |
| 13 | 13           | "Den frygtindgydende duo! Brødrene Meowban mod Zoro!" "Kyōfu no Futarigumi! Nyāban Burazāsu VS Zoro" (恐怖の二人組!ニャーバン兄弟VSゾロ)                                       | 9. februar 2000    | 11. oktober 2024  |
| 14 | 14           | "Luffy er tilbage i kampen! Frøken Kayas desperate modstand!" "Rufi Fukkatsu! Kaya-ojōsama no Kesshi no Teikō" (ルフィ復活!カヤお嬢様の決死の抵抗)                             | 16. februar 2000   | 11. oktober 2024  |
| 15 | 15           | "Vælt Kuro! Helten Usopps tårevædede beslutning!" "Kuro o Taose! Otoko Usoppu Namida no Ketsui!" (クロを倒せ!男ウソップ涙の決意!)                                              | 23. februar 2000   | 11. oktober 2024  |
| 16 | 16           | "Beskyt Kaya! Usopps piraters store indsats!" "Kaya o Mamore! Usoppu Kaizoku-dan dai Katsuyaku!" (カヤを守れ!ウソップ海賊団大活躍!)                                            | 1. marts 2000      | 11. oktober 2024  |
| 17 | 17           | "En eksplosion af vrede! Kuro mod Luffy! Finalen!" "Ikari Bakuhatsu! Kuro vs Rufi Ketchaku no Yukue!" (怒り爆発!クロVSルフィ決着の行方!)                                       | 8. marts 2000      | 11. oktober 2024  |
| 18 | 18           | "Du er det mærkeligste væsen! Gaimon og hans sære venner!" "Anta ga Chinjū! Gaimon to Kimyō na Nakama" (あんたが珍獣!ガイモンと奇妙な仲間)                                     | 15. marts 2000     | 11. oktober 2024  |
| Baratie |              | |                    |                   |
| 19 | 19           | "To sværd er ikke nok! Zoro og Kuinas løfte!" "Santōryū no Kako! Zoro to Kuina no Chikai!" (三刀流の過去!ゾロとくいなの誓い!)                                                  | 22. marts 2000     | 11. oktober 2024  |
| 20 | 20           | "Berømt kok! Sanji fra Havrestauranten!" "Meibutsu Kokku! Kaijō Resutoran no Sanji" (名物コック!海上レストランのサンジ)                                                        | 12. april 2000     | 11. oktober 2024  |
| 21 | 21           | "Uvelkommen gæst! Sanjis mad og Gins gæld!" "Manekarezaru Kyaku! Sanji no Meshi to Gin no On" (招かれざる客!サンジの飯とギンの恩)                                              | 12. april 2000     | 11. oktober 2024  |
| 22 | 22           | "Den største piratflåde! Kommandør Don Krieg!" "Saikyō no Kaizoku Kantai! Teitoku Don Kurīku" (最強の海賊艦隊!提督ドン·クリーク)                                               | 26. april 2000     | 11. oktober 2024  |
| 23 | 23           | "Beskyt Baratie! Den store pirat Zeff!" "Mamore Baratie! Dai Kaizoku – Akaashi no Zefu" (守れバラティエ!大海賊·赫足のゼフ)                                                     | 3. maj 2000        | 11. oktober 2024  |
| 24 | 24           | "Hawk-Eye Mihawk! Den store sværdkæmper Zoro falder til søs!" "Taka no Me no Mihōku! Kengō Zoro Umi ni Chiru" (鷹の目のミホーク!剣豪ゾロ海に散る)                              | 10. maj 2000       | 11. oktober 2024  |
| 25 | 25           | "Den dødelige fodteknik folder sig ud! Sanji mod den uovervindelige Pearl" "Hissatsu Ashiwaza Sakuretsu! Sanji vs Teppeki no Pāru" (必殺足技炸裂!サンジVS鉄壁のパール)         | 17. maj 2000       | 11. oktober 2024  |
| 26 | 26           | "Zeff og Sanjis drøm! Det mægtige All Blue!" "Zefu to Sanji no Yume Maboroshi no Ōruburū" (ゼフとサンジの夢·幻のオールブルー)                                                  | 24. maj 2000       | 11. oktober 2024  |
| 27 | 27           | "Koldblodige, koldhjertede dæmon! Piratflåde Næstkommanderende Gin!" "Reitetsu Hijō no Kijin Kaizoku Kantai Sōchō Gin" (冷徹非情の鬼人·海賊艦隊総隊長ギン)                     | 31. maj 2000       | 11. oktober 2024  |
| 28 | 28           | "Jeg vil ikke dø! Det store slag; Luffy mod Krieg!" "Shinanee yo! Gekitō Rufi vs Kurīku!" (死なねェよ!激闘ルフィVSクリーク!)                                                   | 7. juni 2000       | 11. oktober 2024  |
| 29 | 29           | "Afgørelsens time! Kampspydets skæbnestund!" "Shitō no Ketchaku! Hara ni Kukutta Ippon no Yari!" (決闘の決着!腹にくくった1本の槍!)                                             | 21. juni 2000      | 11. oktober 2024  |
| 30 | 30           | "Sæt sejl! Skibskokken sejler afsted med Luffy!" "Tabidachi! Umi no Kokku wa Rufi to Tomo Ni" (旅立ち!海のコックはルフィとともに)                                              | 28. juni 2000      | 11. oktober 2024  |
| Arlong Park |              | |                    |                   |
| 31 | 31           | "Den værste mand på de østlige oceaner! Fiskemenneske-pirat Arlong!" "Higashi no Umi Saiaku no Otoko! Gyojin Kaizoku Āron!" (東の海最悪の男!魚人海賊アーロン!)                 | 12. juli 2000      | 8. november 2024  |
| 32 | 32           | "Heksen fra Cocoyashi! Arlongs kvindelige leder" "Kokoyashi Mura no Majo! Āron no On'nakanbu" (ココヤシ村の魔女!アーロンの女幹部)                                              | 19. juli 2000      | 8. november 2024  |
| 33 | 33           | "Usopp, død?! Hvornår får Luffy land i sigte?!" "Usoppu Shisu? Rufi Jōriku wa Mada?" (ウソップ死す!?ルフィ上陸はまだ?)                                                         | 19. juli 2000      | 8. november 2024  |
| 34 | 34           | "Genforening! Usopp fortæller sandheden om Nami" "Zen'in Shūketsu! Usoppu ga Kataru Nami no Shinjitsu" (全員集結!ウソップが語るナミの真実)                                     | 26. juli 2000      | 8. november 2024  |
| 35 | 35           | "Ukendt fortid! Den kvindelige kriger Bellemere!" "Himerareta Kako! On'nasenshi Berumēru!" (秘められた過去!女戦士ベルメール!)                                                  | 2. august 2000     | 8. november 2024  |
| 36 | 36           | "Overlev! Bellemere og Namis forhold!" "Ikinuke! Haha Berumēru to Nami no Kizuna!" (生き抜け!母ベルメールとナミの絆!)                                                          | 9. august 2000     | 8. november 2024  |
| 37 | 37           | "Luffy rejser sig! Konsekvenserne af et brudt løfte!" "Rufi Tatsu! Uragirareta Yakusoku no Ketsumatsu!" (ルフィ立つ!裏切られた約束の結末)                                      | 16. august 2000    | 8. november 2024  |
| 38 | 38           | "Luffy i seriøs knibe! Fiskemenneskerne mod Stråhattene" "Rufi Dai Pinchi! Gyojin vs Rufi Kaizoku-dan" (ルフィ大ピンチ!魚人VSルフィ海賊団)                                     | 23. august 2000    | 8. november 2024  |
| 39 | 39           | "Luffy under vand! Zoro mod blæksprutten Hatchan" "Rufi Suibotsu! Zoro vs Tako no Hatchan" (ルフィ水没!ゾロVSタコのはっちゃん)                                                 | 30. august 2000    | 8. november 2024  |
| 40 | 40           | "Stolte krigere! Sanji og Usopps drabelige kampe!" "Hokori Takaki Senshi! Gekitō Sanji to Usoppu" (誇り高き戦士!激闘サンジとウソップ)                                          | 6. september 2000  | 8. november 2024  |
| 41 | 41           | "Luffy for fuld udblæsning! Nami har stråhatten på" "Rufi Zenkai! Nami no Ketsui to Mugiwara Bōshi" (ルフィ全開!ナミの決意と麦わら帽子)                                        | 13. september 2000 | 8. november 2024  |
| 42 | 42           | "Eksplosion! Fiskeoverhovedet Arlongs angreb fra havet!" "Sakuretsu! Gyojin Āron Umi Kara no Mōkōgeki!" (炸裂!魚人アーロン海からの猛攻撃!)                                     | 27. september 2000 | 8. november 2024  |
| 43 | 43           | "Enden på fiskemenneskernes imperium! Nami er min ven!" "Gyojin Teikoku no Owari! Nami wa Ore no Nakama da!" (魚人帝国の終り!ナミは俺の仲間だ!)                                | 27. september 2000 | 8. november 2024  |
| 44 | 44           | "Afgang med et smil! Farvel til landsbyen Cocoyashi" "Egao no Tabitachi! Saraba Kokyō Kokoyashi Mura" (笑顔の旅立ち!さらば故郷ココヤシ村)                                      | 11. oktober 2000   | 8. november 2024  |
| 45 | 45           | "Dusør! Stråhatten Luffy bliver verdensberømt!" "Shōkinkubi! Mugiwara no Rufi yo ni Shirewataru" (賞金首!麦わらのルフィ世に知れ渡る)                                           | 25. oktober 2000   | 8. november 2024  |
| Buggys Eventyr |              | |                    |                   |
| 46 | 46           | "Fang stråhatten! Lille Buggys store eventyr" "Mugiwara o Oe! Chiisana Bagī no Dai Bōken" (麦わらを追え!小さなバギーの大冒険)                                                  | 1. november 2000   | 6. december 2024  |
| 47 | 47           | "Ventetiden er forbi! Kaptajn Buggy vender tilbage!" "Omachi Ka Ne! Aa Fukkatsu no Bagī Senchō" (お待ちかね!ああ復活のバギー船長)                                              | 8. november 2000   | 6. december 2024  |
| Loguetown |              | |                    |                   |
| 48 | 48           | "Begyndelsens og afslutningens by! Landgang i Loguetown" "Hajimari to Owari no Machi – Rōgutaun Jōriku" (始まりと終わりの町·ローグタウン上陸)                                  | 22. november 2000  | 6. december 2024  |
| 49 | 49           | "Kitetsu den Tredje og Yobashiri! Zoros nye sværd og den kvindelige chefsergent!" "Sandai Kitetsu to Yubashiri! Zoro no Shintō to Josōchō" (三代鬼徹と雪走!ゾロの新刀と女曹長) | 22. november 2000  | 6. december 2024  |
| 50 | 50           | "Usopp mod Daddy Masterson! Opgør ved højlys dag" "Usoppu vs Kozure no Dadi Mahiru no Kettō" (ウソップVS子連れのダディ真昼の決闘)                                              | 29. november 2000  | 6. december 2024  |
| 51 | 51           | "Flammende kokkekamp! Sanji mod Den Rødglødende Kok!" "Honō no Ryōri Batoru? Sanji vs Bijin Shefu" (炎の料理バトル?サンジVS美人シェフ)                                         | 6. december 2000   | 6. december 2024  |
| 52 | 52           | "Buggys hævn! Manden der smilede på skafottet!" "Bagī no Ribenji! Shokeidai de Warau Otoko!" (バギーのリベンジ!処刑台で笑う男!)                                                | 13. december 2000  | 6. december 2024  |
| 53 | 53           | "Eventyret er startet! Kurs mod Grand line!" "Densetsu wa Hajimatta! Mezase Idai Naru Kōro" (伝説は始まった!目指せ偉大なる航路)                                                | 10. januar 2001    | 6. december 2024  |
| Warship Island |              | |                    |                   |
| 54 | 54           | "Optakt til et nyt eventyr! Apis, den mystiske pige!" "Arata Naru Bōken no Yokan! Nazo no Shōjo Apisu" (新たなる冒険の予感!謎の少女アピス)                                     | 17. januar 2001    | 20. december 2024 |
| 55 | 55           | "Et mirakuløst væsen! Apis' hemmelighed og den legendariske ø!" "Kiseki no Seibutsu! Apisu no Himitsu to Densetsu no Shima" (奇跡の生物!アピスの秘密と伝説の島)                | 24. januar 2001    | 20. december 2024 |
| 56 | 56           | "Eric angriber! Den store flugt fra Warship Island!" "Erikku Shutsugeki! Gunkanjima Kara no Dai Dasshutsu!" (エリック出撃!軍艦島からの大脱出!)                                 | 31. januar 2001    | 20. december 2024 |
| 57 | 57           | "En ensom ø langt ude på havet! Den legendariske forsvundne ø!" "Zekkai no Kotō! Densetsu no Rosuto Airando" (絶海の孤島!伝説のロストアイランド)                               | 7. februar 2001    | 20. december 2024 |
| 58 | 58           | "Opgøret i ruinerne! Hidsig Zoro mod Eric!" "Haikyō no Kettō! Kinpaku no Zoro tai Erikku!" (廃虚の決闘!緊迫のゾロVSエリック)                                                   | 21. februar 2001   | 20. december 2024 |
| 59 | 59           | "Komplet omringet! Kommandør Nelsons hemmelige plan!" "Rufu Kanzen Hōi! Teitoku Neruson no Hissaku" (ルフィ完全包囲!提督ネルソンの秘策)                                        | 21. februar 2001   | 20. december 2024 |
| 60 | 60           | "De svæver henover himlen! Tusindårslegenden genopstår!" "Ōsora o Mau Mono! Yomigaeru Sennen no Densetsu!" (大空を舞うもの!甦る千年の伝説)                                     | 28. februar 2001   | 20. december 2024 |
| 61 | 61           | "En drabelig duel! Vi krydser Red Line!" "Ikari no Ketchaku! Akai Dairiku o Norikoero!" (怒りの決着!赤い大陸を乗り越えろ!)                                                     | 7. marts 2001      | 20. december 2024 |

## Stemmer
| Karakter          | Japansk            | Dansk                      |
| ----------------- | ------------------ | -------------------------- |
| Monkey D. Luffy   | Mayumi Tanaka      | Sigurd Philip Dalgas       |
| Roronoa Zoro      | Kazuya Nakai       | Julian K.E. Baltzer        |
| Nami              | Akemi Okamura      | Thit Aaberg                |
| Usopp             | Kappei Yamaguchi   | Simon Stenspil             |
| Sanji             | Hiroaki Hirata     | Johannes Nymark            |
| Koby              | Mika Doi           | Adam Eiberg Kastaniegaard  |
| Alvida            | Yōko Matsuoka      | Sara Ekander Poulsen       |
| Kaptajn Morgan    | Banjō Ginga        | Torbjørn Hummel            |
| Shanks            | Shūichi Ikeda      | Karl Bille                 |
| Buggy             | Shigeru Chiba      | Tom Jensen                 |
| Cabaji            | Yōko Matsuoka      | Caspar Phillipson          |
| Moji              | Shigenori Sōya     | Ukendt                     |
| Richie            | Tetsu Inada        | Jesper H. Paasch           |
| Borgmester Puddel | Jōji Yanami        | Torben Sekov               |
| Kaptajn Kuro      | Kōichi Hashimoto   | Caspar Phillipson          |
| Jango             | Kazuki Yao         | Mathias Klenske            |
| Gaimon            | Toru Ohira         | Mads M. Nielsen            |
| Yosaku            | Yasuhiko Tokuyama  | Daniel Vognstrup Jørgensen |
| Johnny            | Masaya Takatsuka   | Benjamin Hasselflug        |
| Zeff              | Kōji Yada          | Jesper Hagelskær Paasch    |
| Don Krieg         | Fumihiko Tachiki   | Torbjørn Hummel            |
| Mihawk            | Takeshi Aono       | Ukendt                     |
| Arlong            | Jūrōta Kosugi      | Kasper Leisner             |
| Hatchan           | Toshiyuki Morikawa | Tom Jensen                 |
| Genzo             | Kōzō Shioya        | Mads Knarreborg            |
| Nojiko            | Wakana Yamazaki    | Özlem Saglanmak            |
| Kuroobi           | Hisao Egawa        | Kenneth M. Christensen     |
| Smoker            | Mahito Ōba.        | Kristian Boland            |
| Tashigi           | Junko Noda.        | Thea Iven Ulstrup          |
| Daddy             | Tōru Furuya        | Kenneth M. Christensen     |
| Matsu             | Masato Hirano      | Kasper Leisner             |